# Estación Lirquén
Lirquén es una antigua estación de ferrocarriles chilena ubicada en Penco. Forma parte del ramal Rucapequén-Concepción.

## Historia
La estación sirvió como detención de los servicios de pasajeros en el ramal Rucapequén-Concepción hasta 1985. El ramal actualmente se ocupa en el tramo Concepción-Lirquén para servicios de carga por los porteadores Ferrocarril del Pacífico S.A. (Fepasa) y Transporte Ferroviario Andrés Pirazzoli (Transap). La vía más allá de Lirquén no está habilitada, y entre Nueva Aldea y Rucapequén se piensa en reactivar el tráfico, que estuvo activado en el tramo Rucapequén-Coelemu, hasta 1996.
Hacia 2022 no existían rastros del edificio histórico de la estación, excepto por un par de postes eléctricos, y el terreno era utilizado por la empresa de buses Ruta Las Playas.